# Ursus Breweries
Ursus Breweries és un productor de cervesa romanès filial d'Ashihi Breweries Europe Ltd. L'empresa té seu a Bucarest i posseeix 3 fàbriques de cervesa a Timișoara, Buzău i Brașov, a més d'una minifabricació artesanal a Cluj-Napoca i dona feina a unes 1.400 persones. Les marques d'Ursus Breweries són: Ursus, Timișoreana, Ciucaș, Grolsch, Peroni Nastro Azzurro, Redd's, Stejar, Azuga, Pilsner Urquell, St. Stefanus i la marca de sidra Kingswood.
L'empresa va ser propietat de SABMiller des del 1996 fins al març del 2017 i Asahi Breweries Europe Ltd va passar a ser-ho al març del 2017.

## Història
El 1996, l'empresa South African Breweries van comprar Vulturul Buzau. Un any més tard, van adquirir Pitber Pitesti i Ursus SA Cluj-Napoca. El 2001, Ursus SA va comprar la participació majoritària de Timisoreana Beer SA. El 2002, Ursus SA i Timisoreana SA es van fusionar en una única empresa integrada, anomenada Romania Beer Company SA. Aurora Brasov, una empresa que es va fusionar el mateix any amb Romania Beer Company SA. Un any més tard, el 2005, el nou nom de les operacions de SABMiller a Romania es converteix en Ursus Breweries.
El 2014, Igor Tikhonov va ser nomenat conseller delegat de les cerveseries Ursus.
El 31 de març de 2017, Asahi Group Holdings Ltd. ha finalitzat la compra d'Ursus Breweries en una transacció que incloïa les antigues empreses i marques de SABMiller a Europa central i de l'Est. El seu conseller delegat va declarar que l'adquisició no canviaria la línia de negoci d'Ursus Breweries.

## Cerveseries

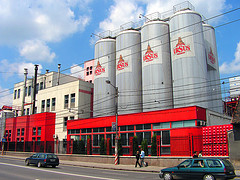
Cerveseria Cluj-Napoca

- Mini-cerveseria artesanal de Cluj – Napoca: la història moderna de la fàbrica de cervesa de Cluj-Napoca, que té un ós com a emblema, va començar el 1878. El 7 de juliol de 2011, l'antiga fàbrica de cervesa va ser substituïda per una mini-cerveseria artesana. La cerveseria és oberta al públic. La Mini-Cerveseria artesana es diu en realitat "Fabrica de Bere Ursus".
- Cerveseria Timișoara: fundada el 1718 a iniciativa de les autoritats austríaques governades pel príncep Eugeni de Savoia. La cerveseria proporcionava cervesa en una ciutat que no tenia aigua potable. La cervesera Timișoara va introduir el filtre de cervesa el 1920 a Romania i els barrils d'alumini (en lloc de barrils de fusta) el 1968.
- Cerveseria Brașov: el 1892, Friedrich Czell & Sons Corporation va adquirir la planta de destil·lació Darste i va construir una nova fàbrica de cervesa. El 1922, Alexandru Petit va escriure a la Monografia de Brasov sobre l'augment de la mà d'obra de 130 empleats i l'augment de la productivitat anual de cervesa i malta a 40.000 hl i 80-90 vagons respectivament. Després de la nacionalització el 1948, la fàbrica de cervesa i alcohol Darste va canviar el seu nom per "Aurora". El 1995, SC Aurora SA es va convertir en una empresa privada amb un capital privat romanès al 100%.
- Cerveseria Buzău: la fàbrica de cervesa de Buzau va entrar en funcionament el 1978 i tenia una capacitat de producció de 500.000 hl / any. El 1991 l'empresa es va convertir en una societat anònima i va canviar el seu nom per SC "Vulturul SA" Buzau i el 1996 la fàbrica de cervesa va ser adquirida per les cerveseries sud-africanes. Ursus Breweries va iniciar dos projectes d'inversió el 2005 per un valor total de 50 milions d'euros per a l'expansió i el desenvolupament de la cerveseria. El projecte d'inversió es va acabar el 2009, sent la darrera etapa d'inversió de 42 milions d'euros.

## Marques

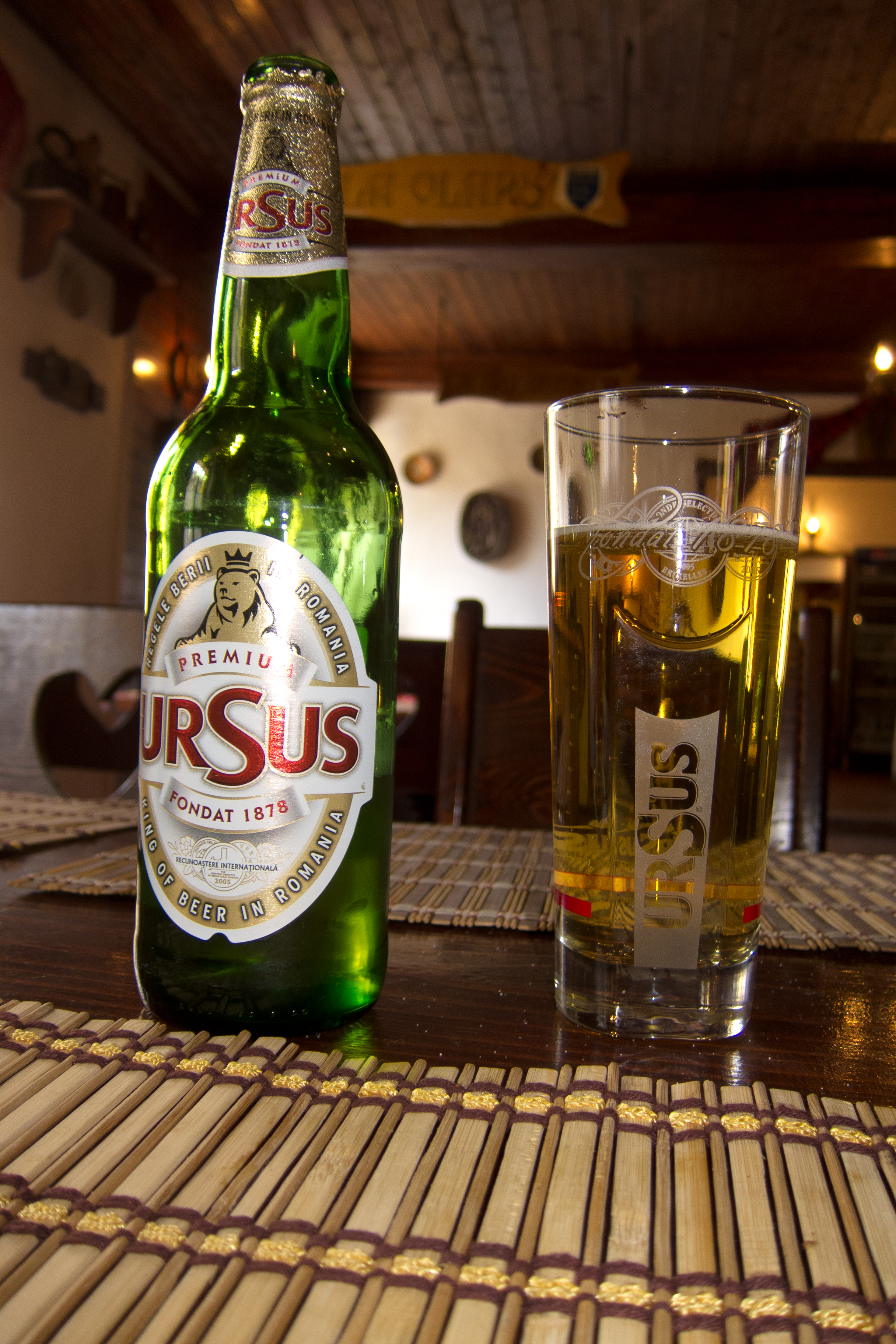
Ursus (cervesa)

- Ursus, Ursus Black, Ursus Retro, Ursus Fără Alcool, Ursus Cooler
- Timișoreana, Timișoreana Nepasteurizată
- Ciucaș, Ciucas Malzbier
- Stejar
- Azuga Nepasteuritzada
- Peroni Nastro Azzurro
- Grolsch, Grolsch Weizen
- Redd's
- Pilsner Urquell
- Efes, Efes Draft
- Sant Stefanus